# All Night Long (All Night)
Pour les articles homonymes, voir All Night Long.
Singles de Lionel Richie
My Love Running with the Night
All Night Long (All Night) est une chanson interprétée par Lionel Richie en 1983. La mélodie est inspirée de rythmes afro-caribéens, très utilisés dans la musique soul. Le titre est extrait de l'album Can't Slow Down sorti en octobre 1983.

## Succès
All Night Long (All Night) est considéré comme l'un des plus grands succès du chanteur. Ce titre est resté plus de quatre semaines au sommet des hit parade de nombreux pays. La chanson ainsi que le clip sont classés 76e dans la liste des 100 meilleurs titres des 50 dernières années par le magazine Billboard. En France, le single s'est vendu à 452 000 exemplaires.
Lionel Richie a notamment interprété ce titre lors de la cérémonie de clôture des Jeux olympiques de Los Angeles en 1984, cérémonie qui fut retransmise dans le monde entier.
Le tube est partiellement repris en 2010 par Enrique Iglesias dans son morceau I Like It.
La partie jamaïcaine de la chanson lui a été suggérée par son ami d'origine jamaïcaine, le Dr Lloyd Greig.

## Classements

### Classements hebdomadaires
| Classement (1983-84)                   | Meilleure position |
| -------------------------------------- | ------------------ |
| Allemagne (Media Control AG)           | 2                  |
| Autriche (Ö3 Austria Top 40)           | 8                  |
| Belgique (Flandre Ultratop 50 Singles) | 1                  |
| États-Unis (Hot 100)                   | 1                  |
| États-Unis (Adult Contemporary)        | 1                  |
| États-Unis (R&B/Hip-Hop Songs)         | 1                  |
| France (IFOP)                          | 8                  |
| Norvège (VG-lista)                     | 3                  |
| Nouvelle-Zélande (RMNZ)                | 4                  |
| Pays-Bas (Single Top 100)              | 1                  |
| Suède (Sverigetopplistan)              | 8                  |
| Suisse (Schweizer Hitparade)           | 8                  |

### Classements annuels
| Classement (1984) | Meilleure position |
| ----------------- | ------------------ |
| France (IFOP)     | 39                 |

## Clip
Le clip de la chanson est réalisé par Bob Rafelson.

## Utilisation dans les médias
Sauf indication contraire, les informations mentionnées dans cette section peuvent être confirmées par le générique de fin de l'œuvre audiovisuelle présentée ici, ainsi que par la base de données cinématographiques IMDb,  présente dans la section « Liens externes ».
- 2010 : Le Mac - bande originale